# Bitka pri Zami
Bitka pri Zami je bil vojaški spopad, ki je potekal okoli 19. oktobra 202 pr. n. št. pri Zami v severni Afriki. V bitki sta rimska in numidijska vojska pod poveljstvom Scipiona Afričana in kralja Masinise prepričljivo premagali Kartažane pod poveljstvom Hanibala Barke. Kartažanski senat je kmalu po porazu zaprosil za mir. Rimska republika je mir odobrila pod zelo ponižujočimi pogoji, s čimer se je končala 17 let trajajoča druga punska vojna.

## Predigra
Hanibal je leta 218 pr. n. št. prečil Alpe in vdrl na Apeninski polotok, kjer je dosegel več pomembnih zmag. Ker ga Rimljani niso mogli zaustaviti, so spremenili strategijo: odločili so se napasti Kartagino in jo prisiliti, da Hanibala odpokliče. 
Po Scipionovi odločilni zmagi v bitki pri Ilipi leta 206 pr. n. št. je ves Iberski polotok prišel pod rimsko oblast. Leta 205 pr. n. št. se je Scipion vrnil v Rim, kjer je bil soglasno izvoljen za konzula. Z izvolitvijo je postal dovolj močan, da je predlagal končanje vojne z neposrednim napadom na Kartagino.
Senat je zaradi prepričevanja Fabija Maksima, da je podvig prenevaren, njegovemu ambicioznemu načrtu sprva nasprotoval. Scipion in njegovi zagovorniki so ga nazadnje prepričali, da je načrt odobril.
Scipion sprva ni dobil nobenih vojakov in je na Sicilijo odplul s skupino 7.000 raznovrstnih prostovoljcev. Kasneje je dobil pooblastila, da v svojo vojsko vključi tudi legionarje, nastanjene na Siciliji. Večina legionarjev  je pripadala ostankom V. in VI. legije, ki sta bili tja pregnani zaradi sramotnega poraza v bitki pri Kanah.
Scipion je vojsko okrepil z lokalnimi prebežniki. Leta 203 pr. n. št.  se je izkrcal v Utiki v sedanji Tuniziji in v bitki pri Bagbradesi porazil Kartažane. Poraženci so menili, da nimajo druge izbire, kot da zaprosijo za mir. Scipion je mir odobril pod dokaj ugodnimi pogoji. Kartažani so lahko obdržali svoje afriško ozemlje, vsa prekomorska ozemlja, ki so bila tako ali tako že v rimskih rokah, pa so morali prepustiti Rimljanom. Masinisu so morali dovoliti, da k svojemu kraljestvu priključi dele Afrike.  Odpovedati so se morali tudi delu svojega ladjevja in  plačati vojno odškodnino. Rimski senat je pogodbo ratificiral. 
Kartažanski senat je leta 203 pr. n. št. odpoklical Hanibala iz Italije. Kartažani niso bili več prepričani v ugodnosti mirovne pogodbe in so jo kljub ostrim rimskim protestom razdrli. Zasegli so nasedlo rimsko ladjevje v Tuniškem zalivu in ga odrezali od oskrbe. 

## Razpored enot
Kartažansko vojsko so sestavljali najemniki, lokalni naborniki, vojni veterani in konjenica, rimsko vojsko pa pehota ter rimska težka in numidijska lahka konjenica. 
Bitka je potekala na ravnici Zama Regia v bližini Siliane, približno 130 km jugozahodno od sedanjega Tunisa, ki je bila primerna za manevriranje konjenice. Na bojišče je najprej prišel Hanibal in zasedel njen zgornji rob. Svojo vojsko je usmeril proti severozahodu. Scipion se je zanašal predvsem na konjenico. 
Hanibalova vojska je imela 36.000 pešakov, 4.000 konjenikov in 80 bojnih slonov, Scipionova pa 29.000 pešakov in 6.100 konjenikov. Hanibal je neizkušeno kartažansko konjenico postavil na desno krilo, izkušeno numidijsko pa na levo. Pešake je razporedil v tri ravne vrste pred nje pa bojne slone. V prvi vrsti so bili najemniki iz Galije, Ligurije in Balearskih otokov, v drugi kartažanski in libijski naborniki, v trretji pa veterani iz Italije. Tretjo vrsto je zavestno pomaknil bolj nazaj, da bi preprečil obkolitev, ki se je zgodila v bitki pri Ilipi. Livij trdi, da je v drugo vrsto postavil tudi 4.000 Makedoncev, kar so Rimljani seveda zanikali. V trditvi je zagotovo nekaj resnice, ker so Kartažani najemali tudi makedonske najemnike, seveda brez uradnega rimskega dovoljenja.
Scipion je svojo vojsko razporedil v standardne tri vrste: v prvi so bili hastati, v drugi princepsi in v tretji triariji. Močnejše desno krilo je tvorila izkušena numidijska konjenica pod Masinisovim poveljstvom, levo krilo pa italska konjenica pod Lelijevim poveljstvom. Največjo skrb so mu povzročali kartažanski bojni sloni, zato je proti njim skoval izviren načrt. Vedel je, da sloni lahko napadejo samo naravnost naprej, zato je v svojih vrstah po vsej globini naredil široke prehode in jih prikril z manipli spopadnikov. Med napadom slonov je nameraval prehode odpreti, da bi šli skozi, in z njimi obračunati za svojimi bojnimi vrstami. 
Hanibal in Kartažani so se zanašali na premoč svoje konjenice, ki se je izkazala v prejšnjih bitkah, tudi v bitki pri Kanah. Scipion se je tega zavedal, zato je na Siciliji ustanovil nov  konjeniški polk in  na svojo stran spretno privabil Masiniso in njegovo konjenico.
Hanibal je bil  zelo verjetno prepričan, da bodo njegovi sloni in globoki prednji vrsti oslabili in porušili red v rimskih vrstah, kar bi mu omogočilo, da bi s svojo tretjo vrsto premagal Rimljane. Hanibal in Scipion sta se pred bitko baje sestala. Hanibal je poskušal ohraniti kartažansko suverenost s prepustitvijo vseh kartažanskih prekomorskih ozemelj Rimljanom, kar je Scipion zavrnil in zahteval brezpogojno vdajo ali bitko.

## Bitka
Hanibal je na začetku bitke spustil proti Rimljanom svoje slone in spopadnike, da bi v njihove vrste vnesel nered in izkoristil prehode, ki bi jih naredili sloni. Scipion je proti njim poslal  spopadnike in ukazal konjenici, naj s čim glasnejšim trobljenjem prestraši slone. Slednje mu je delno uspelo. Nekaj pobesnelih slonov se je obrnilo proti kartažanskemu levemu krilu in povzročilo popoln nered. Masinisa je izkoristil nastalo zmedo in s svojo konjenico napadel kartažansko levo krilo, na katerem je bila numidijska konjenica.  Ko so sloni prišli skozi prehode, so jih pokončali in se prestrojili v standardno bojno formacijo in Lelij na levem krilu je napadel kartažansko desno krilo. Kartažanska konjenica je po Hanibalovih navodilih hlinila pobeg in za seboj zvabila rimsko konjenico, da ne bi z zaledja napadla glavnine kartažanske vojske.
Scipionova pehota je nato krenila proti kartažanski pehoti pod neposrednim Hanibalovim poveljstvom. Hanibal se jim je zoperstavil s samo dvema vrstama pehote in tretjo obdržal v rezervi. Po krajši borbi so hastati odrinili prvo Hanibalovo vrsto, ki se je po Hanibalovih navodilih uspešno umaknila na krili. Hanibalova druga vrsta je hastatom povzročila tako velike izgube, da so se morali v bitko vmešati princepsi.  Tako okrepljena rimska vojska je porazila Hanibalovo drugo vrsto, da se je morala umakniti na krili in okrepiti prvo vrsto. Ko je bila kartažanska konjenica, ki je služila za vabo, dovolj daleč, se je obrnila in spopadla z rimsko konjenico, vendar je bila na koncu popolnoma uničena. 
V tem trenutku je bitka za nekaj časa zastala, ker sta obe strani preurejali svoje  vrste. Scipion je svoje vojake postrojil v eno samo vrsto s hastati na sredini, princepsi na notranjih krilih in triariji na zunanjih. Hanibal je čakal na Scipionov napad. Končni spopad je bil srdit in krvav, vendar nobeni strani ni prinesel odločilne prednosti. Ko se je na bojišče vrnila rimska konjenica in od zadaj napadla Kartažane, se je bitka prevesila v rimsko korist. Kartažanska pehota je bila obkoljena in popolnoma uničena. Nekaj tisoč Kartažanom, med njimi tudi Hanibalu, je uspelo uiti. Hanibal je v bitki izgubil 20.000 mož, približno toliko pa so jih ujeli. Rimljani so imeli samo približno 2.500 mrtvih.

## Posledice
Kmalu po Scipionovi zmagi pri Zami je kartažanski senat zaprosil za mir in druga punska vojna se je končala. Mirovni pogoji so bili v primerjavi s pogoji po prvi punski vojni tako ostri, da ni Kartagina nikoli več mogla tekmovati z Rimom za prevlado na Sredozemskem morju. Mirovna pogodba je onemogočila obnovitev njene vojaške moči, čeprav se je gospodarsko kmalu opomogla, ker ji ni bilo treba plačevati  vojaških najemnikov. Eno od določil pogodbe ji je prepovedovalo vojskovanja brez soglasja Rima, kar so Rimljani spretno izkoristili: ko so se Kartažani začeli sami braniti pred numidijskimi zlorabami, ki jih Rim ni mogel preprečiti, je njihovo ravnanje postalo  casus belli za tretjo punsko vojno.
Ko so Rimljani sprožili tretjo vojno, Kartažani niso imeli niti toliko moči, da bi se zoperstavili takrat že zelo staremu Masinisu. Branili so lahko samo svojo prestolnico Kartagino. Rimljani so jo po dolgem obleganju osvojili in do tal porušili. Preživelo je samo 55.000 ljudi.